# Yvonne Ryding
Yvonne Agneta Ryding, född 14 december 1962 i Torshälla församling, Södermanlands län, är en svensk fotomodell och vinnare av Miss Universum 1984. Hon arbetar bland annat som konferencier och moderator och driver sin egen hudvårdsserie YR a Beautiful Idea.

## Biografi
Innan Ryding var med i uttagningen till Miss Universum arbetade hon som undersköterska inom äldreomsorgen. På fritiden ägnade hon sig åt olika sporter och då i första hand som mittfältare i fotbollsklubben Hällbybrunns IF. År 1983 valdes hon till Sveriges lucia i en tävling som arrangerades av veckotidningen Året Runt. Samtidigt började hon göra modelluppdrag. År 1984 ställde hon upp i Fröken Sverige-tävlingen och vann. Hon fick därefter representera Sverige i Miss Universum-tävlingen som det året arrangerades i Miami i Florida. Hon vann och blev Miss Universum.
Tillsammans med John Chrispinsson var Ryding programledare för Melodifestivalen 1989 i den nyinvigda Globen i Stockholm. Åren 1992-1993 var hon en återkommande gäst i tv-programmet Ikväll: Robert Aschberg. År 1997 lanserade hon sin hudvårdsserie som från början hette Y. Idag har produkterna bytt namn till YR A Beautiful Idea och säljs bland annat i Sverige, Finland, Nederländerna och Tyskland.
Under början av 2007 deltog hon i dansshowen Let's Dance på TV 4. Hon röstades ut ur tävlingen i det sjunde programmet. Samma år debuterade hon som författare med Yvonne Rydings skönhetsbok som hon skrev tillsammans med Margareta Hägglund. Ryding har arbetat som programledare på TV Fyrstad, med programmet MY Program. Under hösten 2009 och våren 2010 var hon en av programledarna i programmet Förkväll på TV4.

### Familj
Yvonne Ryding var under 12 års tid gift med skådespelaren Kjell Bergqvist, men paret separerade 1998 och de skildes år 2000. De har två gemensamma döttrar.